# 52 Cassiopeiae
52 Cassiopeiae är en vit stjärna i huvudserien i stjärnbilden Cassiopeja. Stjärnan har visuell magnitud +5,99 och är knappt synlig för blotta ögat även vid god seeing. 52 Cas befinner sig på ett avstånd av ungefär 275 ljusår.